# Герб Чигиринського району
Герб Чигиринського району — офіційний символ Чигиринського району, затверджений 8 серпня 2003 р. рішенням сесії районної ради.

## Опис
Зелений щит поділений срібним хвилястим перев'язом справа. У центрі вміщено лазуровий щиток з золотими булавою та перначем в косий хрест. На верхньому полі три срібні стріли, покладені зіркоподібно вістрям догори; на нижньому срібний лук з тятивою і стрілою. Щит увінчано стилізованою золотою короною з латинською літерою "W", продовженням якої є вузький хрест посередині, й обрамлено гілками дуба з зеленим листям і золотими жолудями та срібною стрічкою з написом "Чигиринщина".